# Marklowice Górne
Marklowice Górne is een dorp in de Poolse woiwodschap Silezië. De plaats maakt deel uit van de gemeente Zebrzydowice en telt 920 inwoners.